# Revolucionarna organizacija 17. november
Revolucionarna organizacija 17. november (grško: Επαναστατική Οργάνωση 17 Νοέμβρη, Epanastatiki Organosi dekaefta Noemvri), (poznana tudi kot 17N) je bila marksistična mestna gverilska organizacija, ki je bila s strani Grčije, Združenih držav in Združenega kraljestva označena kot teroristična skupina. Oblikovana leta 1975 je delovala vse do začetka 21. stoletja, ko je bila po aretacijah in sojenju njenim številnim članom v letu 2002 verjetno razpuščena. Skupina 17N je v svojih 103 napadih na ameriške, britanske, grške in turške tarče ubila 23 ljudi.

## Oblikovanje
Ime skupine se nanaša na poslednji dan upora študentov na atenski Politehniki 17. novembra 1973, v katerem so protestirali proti grški vojaški hunti (1967-1974). Vstaja je bila s strani vojske krvavo zadušena.
Poleg usmrtitev, ugrabitev in simboličnih napadov na urade podjetij in vlade je 17N svoje delovanje pokrivala z najmanj enajstimi bančnimi ropi, v katerih je zaplenila za približno 3,5 milijona ameriških dolarjev. Člani 17N so čuvali podrobne finančne zapise, odkrite v eni njihovih varnih hiš leta 2002, ki so razkrili, da je bil nakraden denar uporabljen v revolucionarne namene.

## Napadi
Prvi napad skupine 17N se je zgodil 23. decembra 1975, uperjen pa je bil proti Richardu Welchu, ameriškemu vodji urada CIA v Atenah. Ustreljen je bil pred svojim stanovanjem s strani štirih napadalcev, pred očmi žene in voznika. Ponavljajoče trditve o odgovornosti organizacije za napad niso bile upoštevane do decembra 1976, ko je bil usmrčen nekdanji vodja varnostne službe grške varnostne policije Evangelos Mallios, na prizorišču umora pa je bilo puščeno znamenje organizacije. 
Januarja 1980 je 17N umorila namestnika direktorja policije za izgrede (MAT) Pantelisa Petrouja in njegovega voznika. Ob tem je posredovala dva daljša razglasa, v katerih je ponudila teoretično svetovanje grškemu oboroženemu boju in kritizirala nesmrtonosno rivalsko skupino Ljudski revolucionarni boj (ELA) zaradi njene slabe izbire tarč in operativne nesposobnosti. 
17N je nadaljevala svoje napade v novembru 1983, ko je bil ubit namestnik vodje ameriškega vojaškega podpornega poslanstva JUSMAGG George Tsantes. Leta 1985 je razširila svoje tarče z usmrtitvijo izdajatelja konzervativnega časopisa Nikosa Momferatosa. Letak poleg njegovega trupla je obtožil Momferatosa povezave s Cio in pritožbo, da Grčija "ostaja marionetni režim v rokah ameriških imperialistov in gospodarskih ustanov". Leta 1986 je bil ubit Dimitris Angelopoulos, eden izmed grških vodilnih industrialcev, z obtožbo, da so on in drugi člani grškega buržoaznega razreda ropali Grčijo na račun delavcev.
Kot odgovor na bančni škandal leta 1988 je 17N izvedla niz umorov in ugrabitev. Leto kasneje je na parlamentarnih volitvah pozvala volivce, naj njihove glasovnice skazijo z zvezdo, simbolom organizacije. Usmrtitev člana parlamenta in parlamentarne stranke Nove demokracije Pavlosa Bakoyannisa septembra 1989 je izzvala javno ogorčenje, med drugim tudi s strani grških komunistov, ki so Bakoyannisa spoštovali kot pogumnega novinarja v času hunte. Skupina je opustila volilne ambicije in zavzela bolj nacionalistično držo.
Med žrtvami organizacije sta bila ameriški obrambni ataše William Nordeen, ki je bil ob eksploziji avtomobila bombe nekaj metrov stran od svojega stanovanja 28. junija 1988 in narednik ameriških letalskih sil Ronald O. Stewart, ki se je ob detonaciji bombe nahajal zunaj stanovanja 12. marca 1991.
Poleg nastrojenosti proti Ameriki in kapitalizmu je 17N nasprotovala tudi Turčiji in Natu. Çetin Görgü, turški tiskovni ataše, je bil ustreljen v svojem avtomobilu 7. oktobra 1991; Ömer Haluk Sipahioğlu, svetovalec na turškem veleposlaništvu, je bil ustreljen v eni od atenskih ulic 4. julija 1994; lastnik ladij Constantinos Peratikos je bil ustreljen ob izhodu iz urada 28 maja 1997; proti koncu delovanja organizacije je bil ob življenje še britanski častnik brigadir Stephen Saunders 8. junija 2000.
17. november je kot svoje prepoznavne orožje uporabljal dve polavtomatski pištoli znamke Colt M1911. Zgodnejše atentate je organizacija izvajala na štiri oči, medtem ko je z letom 1985 prešla tudi na bombne atentate, izvedene od daleč. Decembra 1988 je iz slabo zastraženega skladišča grške vojske ukradla 114 zastarelih protitankovskih raket, s katerimi je v letih od 1990 do 1999 vodila 24 napadov, večinoma s ciljem uničenja premoženja.
Po njihovem začetnem napadu na vodjo urada Cie je organizacija skušala pridobiti prevladujoče časopisne hiše za izdajo njihovega manifesta. Prvi razglas, s katerim je prevzela odgovornost ob umoru Richarda Welcha, je bil poslan pariškemu "Libérationu" preko uradov Jean Paul Sartra, vendar ni bil izdan. Po sledečih napadih je 17N navadno pošiljal časopisu Eleftherotypia uradna sporočila, v katerih je zagovarjal stališča, da se Grčija znebi ameriških vojaških baz in pretrga vezi z Natom in Evropsko unijo ter umakne turško vojsko s Cipra.

### Žrtve
Seznam znanih umorjenih in ugrabljenih žrtev 17. novembra:
- Richard Welch, vodja atenske izpostave CIA. (23. december 1975)
- Evangelos Mallios, policijski uradnik, obtožen mučenja političnih zapornikov v obdobju vojaške hunte. (14. december 1976)
- Pantelis Petrou, namestnik vodje grške policijske enote za nadzor izgredov (M.A.T.). (16. januar 1980)
- Sotiris Stamoulis, voznik Pantelisa Petrouja. (16. januar 1980)
- George Tsantes, stotnik ameriške mornarice. (15. november 1983)
- Nikos Veloutsos, voznik Georga Tsantesa. (15. november 1983)
- Robert Judd, poštni uradnik za JUSMAGG v Grčiji, ranjen v poskusu atentata. (3. april 1984)
- Christos Matis, policist varnostnik, ubit v bančnem ropu. (24. december 1984)
- Nikos Momferatos, založnik časopisa "Apogevmatini". (21. februar 1985)
- Georgios Roussetis, voznik Nikosa Momferatosa. (21. februar 1985)
- Nikolaos Georgakopoulos, policist, ubit ob bombnem napadu na avtobus. (26. november 1985)
- Dimitrios Aggelopoulos, predsednik odbora Halyvourgiki S.A. (8. april 1986)
- Zacharias Kapsalakis, zdravnik, lastnik klinike, ustreljen v noge. (4. februar 1987)
- Alexander Athanasiadis, industrialec. (1. marec 1988)
- William Nordeen, ameriški mornariški častnik. (23. junij 1988)
- Constantinos Androulidakis, državni tožilec, ustreljen v nogi, umrl za posledicami. (10. januar 1989)
- Panayiotis Tarasouleas, državni tožilec, ustreljen v obe nogi. (18. januar 1989)
- Giorgos Petsos, član parlamentarne stranke PASOK in minister, ranjen ob eksploziji avtomobila bombe. (8. maj 1989)
- Pavlos Bakoyannis, član parlamentarne stranke Nove demokracije. (26. september 1989)
- Ronald O. Stewart, ameriški letalski častnik, ubit ob eksploziji bombe. (13. marec 1991)
- Deniz Bölükbaşı, turški diplomat, ranjen ob eksploziji avtomobila bombe. (16. julij 1991)
- Çetin Görgü, turški tiskovni ataše. (7. oktober 1991)
- Yiannis Varis, policijski častnik, ubit ob raketnem napadu na avtobus. (2. november 1991)
- Athanasios Axarlian, študent; ubit s šrapnelom v času raketnega napada na avtomobil grškega finančnega ministra Ioannisa Palaiokrassasa. (14. julij 1992)
- Eleftherios Papadimitriou, član parlamenta in stranke Nove demokracije, ustreljen v obe nogi. (21. december 1992)
- Michael Vranopoulos, nekdanji guverner Banke Grčije. (24. januar 1994)
- Ömer Haluk Sipahioğlu, svetovalec turškega veleposlaništva v Atenah. (4. julij 1994)
- Costis Peraticos, lastnik ladijske družbe Eleusis Shipyards. (28. maj 1997)
- Stephen Saunders, vojaški ataše britanskega veleposlaništva v Atenah. (15. junij 2000)

## Sojenje
29. junija 2002 so grške oblasti po izjalovljenem bombnem napadu na trajektno družbo Minoan Flying Dolphins v Pireju zajele ranjenega osumljenca Savvasa Xirosa. Iskanje njegove identitete in zasliševanje je vodilo k odkritju dveh varnih hiš in aretaciji še šestih osumljenih. Tedaj 58 letni nekdanji študent matematike Alexandros Giotopoulos, spoznan kot vodja organizacije, je bil aretiran 17. julija 2002 na otoku Lipsi. Dimitris Koufodinas, identificiran kot vodja operacij, se je predal oblastem 5. septembra. Skupno je bilo ovadenih 19 posameznikov z okoli 2.500 kaznivimi dejanji, ki so se nanašali na delovanje N17.
Sojenje terorističnim osumljencem se je pričelo 3. marca 2003 v Atenah, glavni državni tožilec v celotni zadevi je bil Christos Lambrou. Dvajset let in več stari zločini, storjeni pred letom 1984, so bili zaradi zakona o zastaranju na sodišču izločeni. 8. decembra je bilo vključno z Giotopoulosom in Koufodinasom spoznanih za krive 15 ljudi, štirje so bili zaradi pomanjkanja dokazov izpuščeni. Vsi, obtoženi 17. decembra 2003 so se na odločbo pritožili, 3. maja 2007 pa so bile obsodbe potrjene.
Januarja 2014 je iz zapora potem, ko so mu zaradi lepega obnašanja odobrili začasni izhod, ušel eden izmed članov organizacije, Christodoulos Xyros, obsojen na dosmrtno ječo. Po slabem letu dni na prostosti je bil izsleden in aretiran v predmestju Aten.

## Teorije zarote
Nekateri grški uradniki obravnavajo Revolucionarni boj (EA), skupino, ki je izstrelila granato na ameriško veleposlaništvo v Atenah januarja 2007 kot stranski produkt organizacije 17. november. Trije člani EA, aretirani v aprilu 2010, so se opredelili za anarhiste - kar je v nasprotju z razglasom 17N, ki je anarhizem zavračal.
Več let so vodilni politiki desničarske stranke Nove demokracije kot tudi konzervativni tisk, obtoževali ministrskega predsednika Andreasa Papandreoua, da je idejni vodja za organizacijo 17N. Virginia Tsouderou, ki je postala zunanja ministrica v Mitsotakisovi vladi, in novinar Giorgos Karatzaferis, kasneje ustanovitelj in vodja desničarske stranke LAOS, sta trdila, da je terorizem v Grčiji nadzorovan s strani Papandreistov - častnikov grške varnostno obveščevalne službe, pri tem pa imenovala Kostasa Tsimasa, vodjo EYP in polkovnika Alexakisa za dva od nadzornikov organizacije 17N. Ob aretaciji članov 17N je bila edina povezava med teroristično organizacijo in PASOKOM dejstvo, da je bil obsojeni Dimitris Koufontinas član PAMK, strankine visokošolske študentske organizacije, in občudovalec Andreasa Papandreoua v svoji mladosti.
Drugi novinarji so trdili, sicer brez dokazov, da je bil 17N morda orodje tujih varnostnih služb. Decembra 2005 je Kleanthis Grivas  izdal članek v To Proto Thema, grškem tedniku, v katerem je obtožil "Sheepskin", grško vejo Gladia, usmrtitve vodje Cie v Atenah 1975, kot tudi usmrtitve britanskega vojaškega atašeja leta 2000, kar je bilo z ameriške strani zavrnjeno. Ob tem so ZDA izpostavile, da je Grivasov osrednji dokaz dokument ("Westmoreland Field Manual"), ki ga je ameriško ministrstvo za zunanje zadeve kot tudi uradna preiskava s strani ameriškega Kongresa zavrnila kot sovjetski ponaredek.